# I Miss U (Nej)
I Miss U è un singolo della cantante francese Nej, pubblicato il 5 settembre 2018 come secondo estratto dal primo album in studio Enchantée.

## Video musicale
Il video musicale è stato reso disponibile il 5 settembre 2018.

## Tracce
Testi e musiche di Nej e Bersa.
1. I Miss U – 3:33

## Formazione
- Nej – voce
- Bersa – produzione

## Classifiche
| Classifica (2018) | Posizione massima |
| ----------------- | ----------------- |
| Francia           | 79                |